# Spreetal
Spreetal (tiếng Sorbia: Sprjewiny Doł) là một đô thị ở huyện of Bautzen, bang Sachsen, Đức. Đô thị Spreetal có diện tích 108,73 km², dân số thời điểm ngày 31 tháng 12 năm 2006 là 2223 người.